# Alpokalja

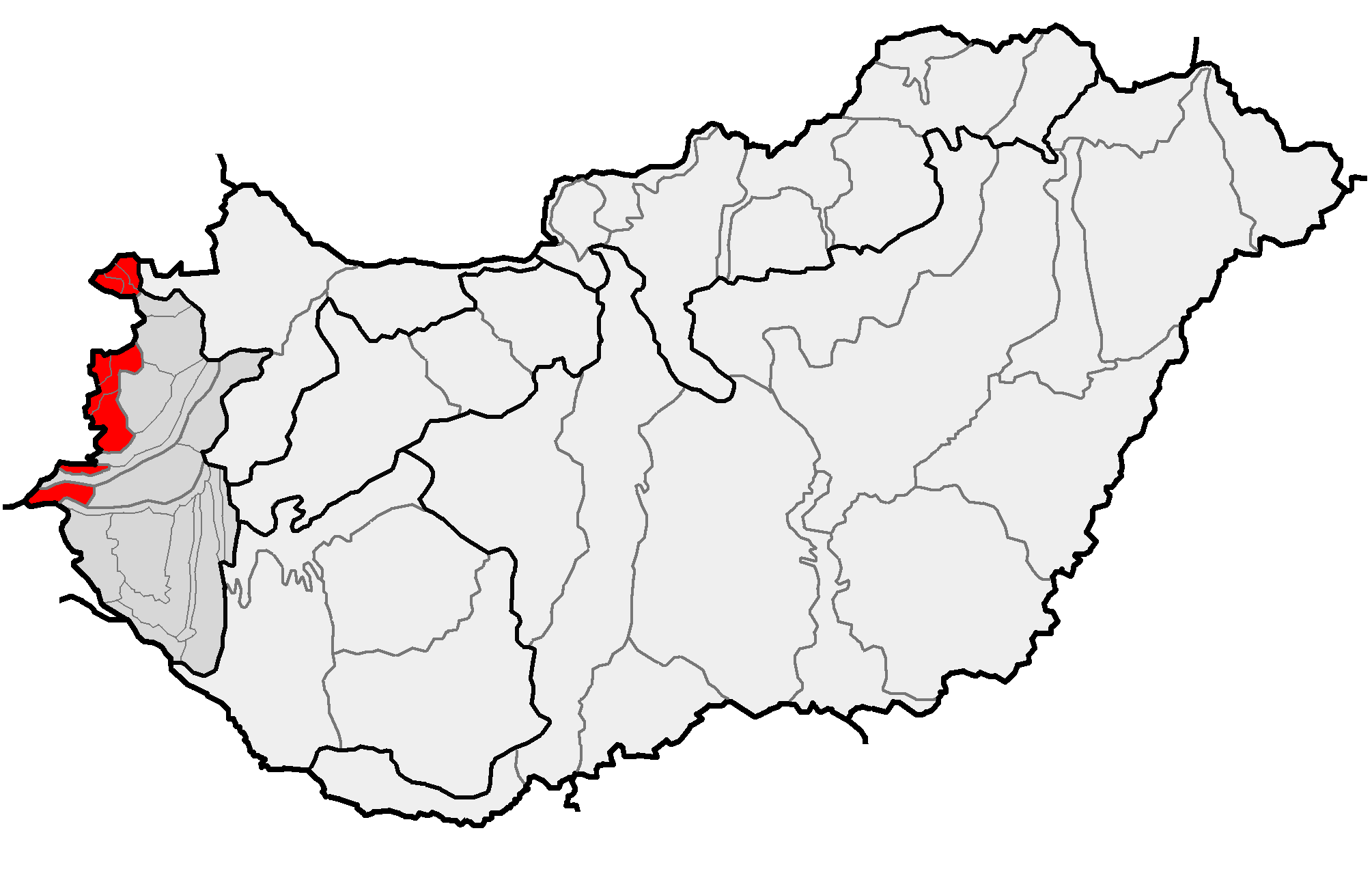
Mappa dell'Ungheria.
La zona rosa indica la regione dell'Alpokalja

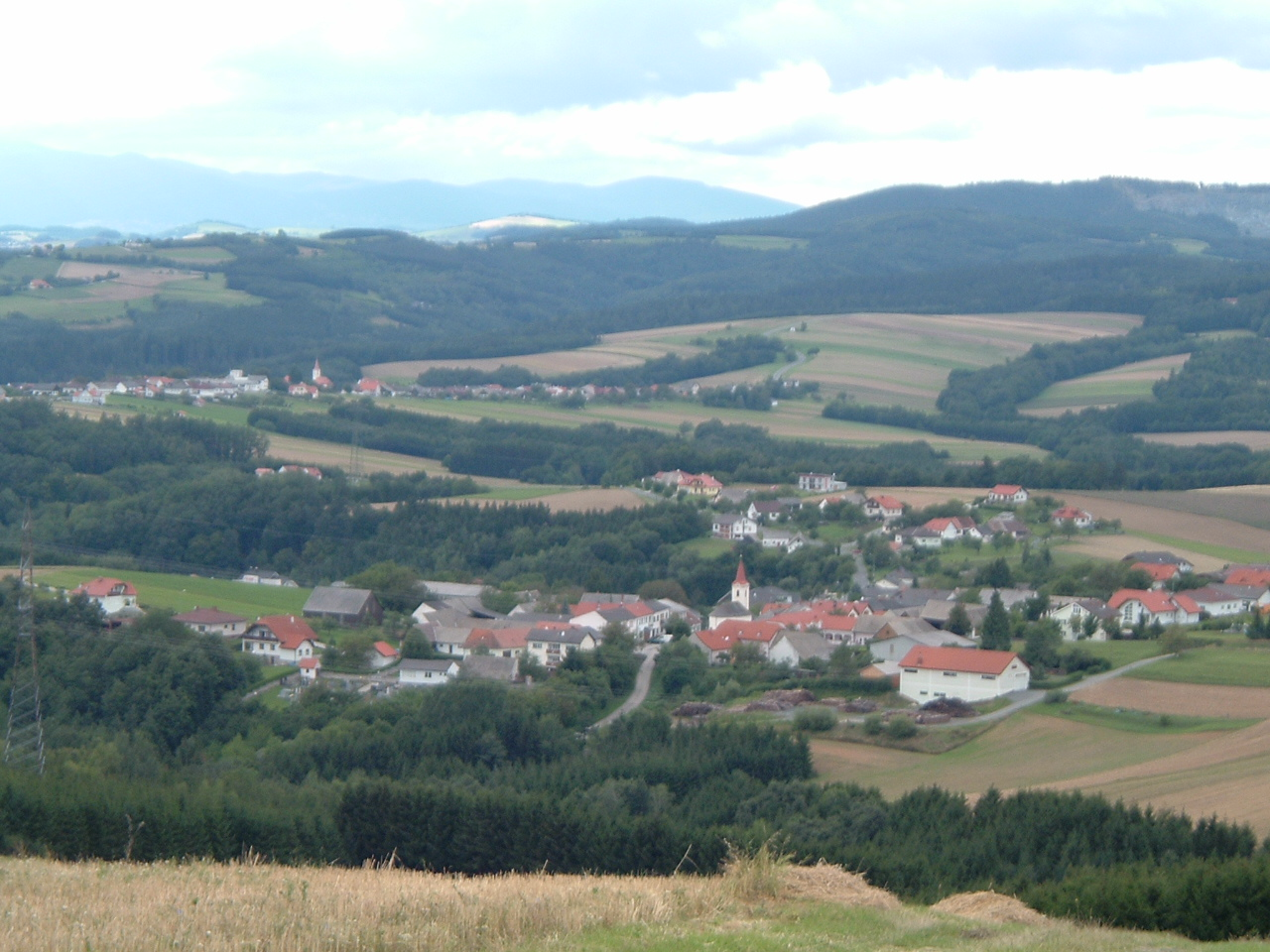
Monti Kőszeg visti dal Burgenland

L'Alpokalja (tedesco: Alpenostrand) è una regione geografica dell'Ungheria occidentale al confine con l'Austria. Si estende sulla parte occidentale del territorio delle province di Győr-Moson-Sopron e Vas. Il nome Alpokalja letteralmente significa piedi delle alpi.

## Geografia
La regione è delimitata a nord dal Bacino di Vienna, a sud dal Bacino di Graz, a ovest dai monti del Rosaliengebirge e Bucklige Welt e ad est dalla pianura del Kisalföld.
La maggior parte del territorio è collinosa e vi sono due principali catene montuose: i Monti Kőszeg e i Monti Sopron. Del territorio fanno inoltre parte le colline di Vas e le colline di Balfi. La cima più alta in territorio ungherese è il Írott-kő, con 882 metri, che si trova sui Monti Kőszeg. Sono caratteristiche della regione le foreste di abeti.
Nel territorio dei monti Kőszeg e dei monti Sopron sono presenti due Aree naturali protette che fanno parte del Parco Nazionale di Fertő-Hanság.
Le città più importanti della regione sono:
- Kőszeg
- Sopron
- Szombathely
- Körmend